# Hemithea dorsiflavata
Hemithea dorsiflavata là một loài bướm đêm trong họ Geometridae.